# 潟上市立飯田川小学校
潟上市立飯田川小学校（かたがみしりつ いいたがわしょうがっこう）は、秋田県潟上市飯田川和田妹川字岩崎にある公立小学校。

## 沿革
- 1876年（明治9年）
  - 9月1日 - 和田妹川学校創立。
  - 12月25日 - 下虻川学校及び飯塚学校創立。
- 1883年（明治16年）12月 - 和田妹川、飯塚両校を合併し、飯和学校を分校、下虻川学校を本校とする。
- 1891年（明治24年）9月1日 - 飯田川尋常小学校と改称。
- 1892年（明治25年）9月6日 - 現役場の位置に校舎新築。
- 1893年（明治26年）4月31日 - 飯田川尋常高等小学校と改称。
- 1935年（昭和10年）12月5日 - 現位置南側に校舎新築。
- 1941年（昭和16年）4月1日 - 飯田川町飯田川国民学校と改称。
- 1942年（昭和17年）7月17日 - 町村合併により昭和町立飯田川小学校と改称。
- 1950年（昭和25年）10月1日 - 分町により飯田川町立飯田川小学校と改称。
- 1991年（平成3年）7月 - 新校舎建設始まる
- 1992年（平成4年）4月1日 - 新校舎に移転し、新学期を迎える。
- 2005年（平成17年）3月22日 - 市町村合併により潟上市立飯田川小学校と改称。
- 2016年（平成28年） - 校舎大規模改修工事。

## 通学区域
- 飯田川下虻川・飯田川和田妹川・飯田川金山・飯田川飯塚[1]

## 進学先中学校
- 潟上市立羽城中学校[1]

## 校区内の主な施設
- 飯田川体育館
- 潟上市図書館 飯田川分館
- 潟上市立若竹幼児教育センター
- 潟上市飯田川B&G海洋センター
- 飯田川保健福祉センター
- 潟上市飯田川出張所
- 飯田川郵便局
- 下虻川郵便局
- JR羽後飯塚駅

## アクセス
- 秋田中央交通「100系統」五城目線で、「飯田川小学校前」停留所下車後、学校正門まで、
  - 五城目バスターミナル行のりばから、徒歩約110m・約2分。
  - 秋田駅西口行のりばから、徒歩約140m・約2分。
    - 秋田駅西口行のりばから学校正門まで、直線距離では約105mほどだが、薬王堂潟上飯田川店側の横断歩道を経由する必要があるため、若干の遠廻りとなる。